# Gianni De Michelis
Gianni De Michelis (26. listopadu 1940 Benátky, Itálie – 11. května 2019 Benátky) byl italský politik. V letech 2004 až 2009 byl členem Evropského parlamentu.

## Život a související politická činnost
Vystudoval průmyslovou chemii. Jeho politická kariéra začala v roce 1964, kdy byl zvolen městským zastupitelem v rodných Benátkách. V roce 1969 se stal členem rady Italské socialistické strany. V letech 1976 až 1994 byl členem dolní komory italského parlamentu. Byl ministrem pro státní podniky za pěti různých premiérů, ministrem práce a sociálního zabezpečení ve dvou Craxiho vládách, v letech 1988 až 1989 byl místopředsedou v de Mitiho vládě, v červenci 1989 se stal ministrem zahraničí a tuto funkci vykonával v období pronikavých změn (zhroucení socialistické soustavy, Válka v Zálivu, jugoslávská krize, přechod k Evropské unii) až do demise vlády Giulia Andreottiho v létě 1992. V roce 2004 byl zvolen členem Evropského parlamentu, kde patřil do Skupiny sociálních demokratů.

## Vyznamenání
- velkokříž Řádu prince Jindřicha – Portugalsko, 19. listopadu 1980[7]